# Тім Маккі
Тім Маккі (англ. Tim McKee, 14 березня 1953) — американський плавець.
Призер Олімпійських Ігор 1972, 1976 років.
Призер Панамериканських ігор 1971 року.